# دیگچه‌ای‌های نخینه‌ای
دیگچه‌ای‌های نخینه‌ای (نام علمی: Hyphochytriomycetes) نام یک رده از ناجورتاژکان است.